# Symbol and Vision
Symbol and Vision — пятый студийный альбом немецкой готической группы Garden Of Delight, вышедший в 1995 году на лейбле Dion Fortune Records.

## Об альбоме
В процессе создания Symbol and Vision отношения между участниками коллектива так накалились, что фронтмен Garden Of Delight Артауд Сет не допустил к его записи басиста Адриана Хейтса, а гитариста Тома О’Коннелла выгнал из студии, не дожидаясь окончания работы над материалом. Он решил самостоятельно записать оставшиеся композиции и в одиночку создал четыре песни (три из которых в итоге вошли в трек-лист альбома), однако впоследствии изменил своё решение и предложил коллегам вернуться в студию. Альбом был закончен уже в полном составе, однако этот инцидент отрицательно сказался на отношениях внутри группы; в частности, именно после него Адриан Хейтс сконцентрировал внимание на собственном проекте Diary of Dreams.
В 1997 году диск был переиздан в изменённом варианте (отдельные треки были заменены другими).

## Тематика и стиль
Альбом посвящён оккультной тематике, в частности, викканству и Телеме. В текстах некоторых песен также содержатся отсылки к творчеству американского писателя Говарда Лавкрафта.
Музыкальные критики дали диску высокие оценки, отметив среди достоинств альбома разнообразие ритмических структур, «феерические» клавишные партии и хорошо выдержанную атмосферу, а также следование традициям Sisters of Mercy и Fields of the Nephilim.

## Список композиций
Все тексты: Артауд Сет. Музыка: Артауд Сет (песни «Sartyricon», «Death Chant», «Transcendental»), Garden Of Delight (остальные композиции).
Трек-лист оригинальной версии альбома:
1. «Sartyricon» — 4:23
2. «Dreams of GOD (Where Do They Come From?)» — 4:15
3. «Temple of Wisdom» — 5:22
4. «Transcendental» — 4:31
5. «Death Chant» — 4:50
6. «Black Magic Circle (Ordo Templi Orientis)» — 12:23
7. «Symbol and Vision» — 6:28

Трек-лист второй версии альбома (переиздание 1997 года):
1. «Sartyricon (Apocalyptic)» — 5:00
2. «Death Chant» — 3:55
3. «Spiral Dance (Wicca Mix)» — 4:30
4. «Temple of Wisdom (Templar Mix)» — 4:44
5. «Dead Souls (Live)» — 4:43
6. «Transcendental» — 5:30
7. «Symbol and Vision» — 6:26

## Участники записи
- Артауд Сет — вокал, программирование
- Том О’Коннелл — гитара
- Адриан Хейтс — бас-гитара